# Terauchi Masatake
Terauchi Masatake (5 de Fevereiro de 1852 — 3 de Novembro de 1919) foi um político do Japão. Ocupou o lugar de primeiro-ministro do Japão de 9 de outubro de 1916 a 29 de setembro de 1918.

## Residente-Geral da Coreia
Após o assassinato do ex -primeiro-ministro Itō Hirobumi em Harbin por um nacionalista coreano, Joong-Geun Ahn em outubro de 1909, Terauchi foi nomeado para substituir Sone Arasuke como o terceiro e último residente-geral japonês da Coreia em maio de 1910. Como residente-geral, ele executou o Tratado de Anexação Japão-Coreia em agosto do mesmo ano, e assim se tornou o primeiro governador-geral japonês da Coreia. Nesta posição, ele se reportava diretamente ao Imperador e como procônsul tinha amplos poderes, desde legislativo, administrativo e judicial para efetuar mudanças e reformas. A anexação da Coreia pelo Japão e as políticas subsequentes introduzidas pelo novo governo foram altamente impopulares com grandes segmentos da população coreana, e Terauchi (que simultaneamente manteve sua posição como Ministro do Exército) empregou a força militar para manter o controle. No entanto, ele preferiu usar os profundos laços históricos e culturais entre a Coreia e o Japão como justificativa para o objetivo final de completa assimilação da Coreia no mainstream japonês. Para este fim, milhares de escolas foram construídas em toda a Coreia. Embora isso tenha contribuído muito para um aumento na alfabetização e no padrão educacional, o currículo era centrado na língua japonesa e na história japonesa, com a intenção de assimilação da população em súditos leais do Império Japonês.
Outras políticas de Terauchi também tiveram objetivos nobres, mas consequências imprevistas. 

## Como primeiro-ministro
Em junho de 1916, Terauchi recebeu sua promoção ao posto cerimonial de Gensui (ou Marechal de Campo). Em outubro, tornou-se primeiro-ministro e, simultaneamente, exerceu os cargos de ministro das Relações Exteriores e ministro das Finanças. Seu gabinete consistia apenas de burocratas de carreira, pois desconfiava de políticos civis de carreira.
Durante seu mandato, Terauchi seguiu uma política externa agressiva. Ele supervisionou os empréstimos de Nishihara (feitos para apoiar o senhor da guerra chinês Duan Qirui em troca da confirmação das reivindicações japonesas a partes da província de Shandong e aumento dos direitos na Manchúria ) e o Acordo Lansing-Ishii (reconhecendo os direitos especiais do Japão na China). Terauchi manteve as obrigações do Japão com o Reino Unido sob a Aliança Anglo-Japonesa na Primeira Guerra Mundial, despachando navios da Marinha Imperial Japonesa para o Pacífico Sul, Oceano Índico e Mediterrâneo, e tomando o controle das colônias alemãs em Tsingtao e no Oceano Pacífico. Após a guerra, o Japão juntou-se aos Aliados na Intervenção Siberiana (pela qual o Japão enviou tropas para a Sibéria em apoio às forças russas brancas contra o Exército Vermelho Bolchevique na Revolução Russa).
Em setembro de 1918, Terauchi renunciou ao cargo, devido aos distúrbios do arroz que se espalharam por todo o Japão devido à inflação; ele morreu no ano seguinte.